# Młodzież w działaniu
Młodzież w działaniu (ang. Youth in Action; do 2006 r. Program „Młodzież”) – program Komisji Europejskiej skierowany do młodzieży w wieku 13–30 lat oraz pracowników młodzieżowych, wspierający uczestnictwo w kształceniu pozaszkolnym, czyli edukacji nieformalnej.
Ostatni program pod nazwą „Młodzież w działaniu” był przewidziany na lata 2007–2013. Wcześniejszy program Młodzież zakończył się 31 grudnia 2006 roku.
Na lata 2014–2020 program Młodzież w działaniu jest częścią znacznie szerszego programu Erasmus+.
Program w Polsce koordynowała Fundacja Rozwoju Systemu Edukacji – Narodowa Agencja Programu Młodzież z siedzibą w Warszawie, przy ul. Mokotowskiej 43. W celu promocji programu przeprowadzała ona m.in. darmowe szkolenia pracowników młodzieżowych z zakresu zarządzania projektem wymiany i występowania o granty.

## Cele programu
- przezwyciężanie uprzedzeń i stereotypów zakorzenionych w mentalności i kulturze młodych ludzi
- przygotowywanie młodzieży do aktywnego uczestnictwa w życiu społecznym państw europejskich
- rozwijanie osobowości młodych ludzi, zwiększanie udziału w życiu społecznym młodzieży z mniejszymi szansami.

## Akcje
Program składał się z pięciu części zwanych Akcjami:
- Akcja 1 – Wymiana Młodzieży
- Akcja 2 – Wolontariat Europejski
- Akcja 3 – Inicjatywy Młodzieżowe
- Akcja 4 – Wspólne Działania
- Akcja 5 – Działania Wspierające